# Муаммар З.А.
Муаммар З. А. (араб. معمر زين العاشقين, нар. 14 червня 1954 року) — старший Карі та Хафіз з Індонезії, який відомий на національному та міжнародному рівнях.